# عبابافی نائین
عبابافی از صنایع دستی قدیمی رایج در شهرستان نائین است.
عباهای این شهرستان در رنگ‌های سرخ و خرمایی با استفاده از پشم و کرک بافته می‌شوند. بیشتر کارگاه‌های عبابافی نائین در محله محمدیه قرار دارند. در دهه ۱۳۵۰، سالیانه تا پنج هزار عدد عبا از این شهرستان صادر می‌شد.

## عبا بافی
هنر عبا بافی یکی از صنایع دستی دیرینه و زیبا و ظریف شهر نائین می‌باشد. از دیرباز این صنعت در بوشهر، کوهپایه و بخش محمدیه شهر نائین رواج داشته است. دربخش محمدیه سرداب‌های عبابافی متعددی با استفاده از تکنیک کَند ساخته شده است که در هر یک از آن‌ها معمولاً ۸ تا۱۰ نفر مشغول به کار بوده‌اندو در حال حاضر ۱ تا ۲ نفر می‌باشند. جنس عبای نائین از کرک شتر یا پشم گوسفند است و طول هر طاقهٔ عبا ۶ متر و وزن آن ۵/۲ کیلوگرم می‌باشد. دستگاه‌های عبابافی از جنس چوب و نی می‌باشد و شامل اجزایی مانند نوردهای در عقب و جلو دستگاه دفتین و شانه در وسط و دو پدال برای باز کردن بین تارها می‌باشد.

## نحوه کار
کرک شتر بعد از چیده شدن با آب شسته می‌شود. بعد از خشک شدن قسمت‌های نامرغوب از آن جدا می‌شود. قسمت‌های مرغوب‌تر توسط زنان خانه‌دار در چند مرحله موکشی می‌شود. کرک موکشی شده توسط ماشین برش و حلاجی می‌شود. کرک حلاجی شده توسط چرخ‌های نخ‌ریسی دستی به نخ تبدیل و به شکل دوک در می‌آید. تا این قسمت کار توسط افراد مختلفی انجام می‌شود. بافنده دوک‌های آماده را با چرخ دستی بر روی ماسوره می‌پیچند. ماسوره در هنگام بافتن در داخل ماکو جای می‌گیرد.
برای بافتن ابتدا بافنده با پای راست پدال راست را پایین می‌برد در این هنگام تارها از هم باز می‌شود بعد ماکو را از سمت راست از بین تارها عبور داده و از سمت چپ بیرون می‌آورد. بعد از بیرون آوردن ماکو وسط پود را تا یک وجب بالا می‌برد (این کار برای این انجام می‌شود که بعد از دفتین زدن، پود در لای تار قرار گیرد) سپس با دست راست دفتین را می‌گیرد و با دو یا سه ضربه آن را بر روی پود می‌زند. دوباره با پای چپ پدال سمت چپ را پایین می‌برد تا تارها به اندازه ماکو باز شود سپس ماکو را از سمت چپ از بین تارها عبور می‌دهد دوباره وسط نخ را بالا می‌برد و دفتین را دو یا سه مرتبه بر روی پود می‌زند این کار به همین ترتیب تکرار می‌شود تا طول آن ۲۰ تا ۳۰ سانتیمتر پیش رود. مقرای بافته شده بر روی نورد جلو پیچیده می‌شود تا طول آن به تا ۶ متر افزایش یابد.
عبا بعد از بافته شدن از دستگاه جدا شده و در دستگاه دیگری که فقط شامل دو نورد عقب و جلو می‌باشد پرداخت و اتوکشی شده و سپس برای دوخت آماده می‌گردد. این عباها همواره به کشورهای عربی حاشیهٔ خلیج فارس صادر گردیده و به مرغوبیت مشهور بوده است.